# Orbiculobates transvectus
Orbiculobates transvectus är en kvalsterart som först beskrevs av Grandjean 1929.  Orbiculobates transvectus ingår i släktet Orbiculobates och familjen Plasmobatidae. Inga underarter finns listade i Catalogue of Life.